# Arthur Theate
Arthur Nicolas R. Theate (Liège, 25 de Maio de 2000) é um futebolista belga que atua como zagueiro e lateral-esquerdo. Atualmente é jogador do Eintracht Frankfurt, emprestado pelo Rennes, e da Seleção Belga de Futebol.

## Carreira

### Oostende
No verão de 2020, Theate não viu perspectivas de sucesso no Standard de Liège, após o que lhe foi oferecido um teste com o clube belga da Jupiler Pro League, Oostende. Após uma semana de treinos com a primeira equipe, ele conseguiu convencer o técnico alemão Alexander Blessin de suas habilidades. Blessin notou principalmente sua explosão e poder, ideais para sua linha de defesa de cinco homens e táticas de Gegenpressing. Anteriormente, Theate não havia conseguido convencer Lommel SK ou Lierse durante os testes.
Em julho de 2020, ele assinou um contrato de três anos com opção com o Oostende. Theate fez sua estreia em 10 de agosto de 2020 na Jupiler Pro League contra o Beerschot, atuando como titular. Junto com Anton Tanghe, ele se tornou a dupla de zagueiros permanente na defesa do Oostende. Em 4 de outubro de 2020, ele marcou seu primeiro gol profissional, cabeceando para casa um cruzamento contra o Royal Excel Mouscron, colocando seu time em uma boa posição antes da vitória por 3–0.
Durante o período de transferência de inverno da temporada 2020-21, o Oostende recebeu uma oferta de €5 milhões pelo Theate do clube italiano da Serie A Bologna, mas o clube belga recusou. Em sua primeira temporada no Oostende, ele conseguiu se classificar para os play-offs europeus, mas acabou perdendo. Ele perdeu apenas um jogo devido à suspensão e quatro partidas devido a lesão, jogando a totalidade das outras 27 partidas.
Na temporada 2021-22, Theate não apareceu durante as duas primeiras rodadas, aguardando uma possível transferência. Na terceira rodada da temporada, ele voltou ao time titular contra o Gent. Em 22 de agosto de 2021, ele recebeu um cartão vermelho em seu último jogo pelo Oostende contra seu antigo clube, o Standard. Theate jogou um total de 40 partidas oficiais pelo Oostende, nas quais marcou cinco gols.

### Bologna
Em 26 de agosto de 2021, Theate assinou com o clube da Serie A, o Bologna, por um empréstimo inicial de uma temporada, com a obrigação subsequente de compra.
Em 18 de setembro de 2021, Theate fez sua estreia no Bologna contra a atual campeã Inter de Milão na quarta rodada da temporada. Theate entrou como substituto aos 74 minutos na derrota por 6–0 e marcou o gol de honra para o placar final ficar de 6–1 doze minutos depois. O Bologna começou a temporada com uma defesa de quatro jogadores, mas depois de sofrer doze gols em três jogos, o técnico Siniša Mihajlović começou o jogo contra a Lazio em 3 de outubro com cinco na defesa com Theate como zagueiro central do lado esquerdo. Esta também foi sua primeira partida de titular pelo clube. Theate contribuiu com uma assistência e um gol na vitória por 3–0.
Theate impressionou durante sua temporada no Bologna, fazendo 31 jogos no campeonato, nos quais marcou duas vezes e deu uma assistência.

### Rennes
Em 29 de julho de 2022, Theate se juntou ao Rennes, clube da Ligue 1, em um contrato de quatro anos, por uma taxa relatada de €20 milhões, tornando-o o zagueiro belga mais caro de todos os tempos, acima da transferência de Thomas Vermaelen do Arsenal para o Barcelona em 2014 por €19 milhões. Theate sucederia Nayef Aguerd, que havia partido para o West Ham United.
Na primeira rodada da temporada 2022–23 da Ligue 1, Theate fez sua estreia pelo Rennes na escalação inicial contra o Lorient. Ele marcou um gol contra no minuto 65, que provou ser decisivo na derrota por 1–0. Em 21 de agosto, Theate marcou seu primeiro gol pelo clube contra o Ajaccio, cabeceando para casa o gol da vitória por 2–1. Ele também marcou em sua estreia europeia com um chute de longe contra o AEK Larnaca na fase de grupos da UEFA Europa League, quando o Rennes venceu o jogo por 2–1. Na vitória do Rennes por 1–0 sobre o líder da liga Paris Saint-Germain, Theate foi elogiado por marcar Lionel Messi em uma forte atuação.
Em 14 de setembro de 2023, Theate assinou um novo contrato com o Rennes até junho de 2027.

#### Eintracht Frankfurt
Em 18 de agosto de 2024, Theate se juntou ao clube da Bundesliga Eintracht Frankfurt por empréstimo para a temporada 2024-25, com o clube alemão tendo a opção de compra após a temporada.

## Carreira internacional
Theate recebeu sua primeira convocação para a seleção principal da Bélgica para as finais da Liga das Nações da UEFA de 2021. Ele fez sua estreia em 16 de novembro de 2021 em uma partida pelas eliminatórias da Copa do Mundo contra o País de Gales.
Ele foi selecionado para a equipe do técnico Roberto Martínez antes da Copa do Mundo FIFA de 2022, mas não conseguiu aparecer, já que os Red Devils foram eliminados do torneio na fase de grupos pela primeira vez desde 1998.